# Bernard Wojciechowski
Bernard Piotr Wojciechowski (ur. 18 sierpnia 1958 w Łowiczu) – polski polityk, filolog angielski i samorządowiec, poseł do Parlamentu Europejskiego od 2005 do 2009.

## Życiorys
W 1985 ukończył studia na Wydziale Neofilologii Uniwersytetu Warszawskiego na kierunku filologia angielska. W 1999 uzyskał uprawnienia do wykonywania zawodu tłumacza przysięgłego, specjalizując się w zakresie prawa karnego oraz prawa europejskiego.
W latach 2002–2005 był radnym dzielnicy Wawer miasta stołecznego Warszawa, gdzie należał do Komisji Oświaty, Kultury i Sportu oraz Komisji Rozwoju Gospodarki Komunalnej i Inwestycji.
W październiku 2005 został posłem do Parlamentu Europejskiego, w miejsce wybranego do Sejmu Wojciecha Wierzejskiego. Należał do grupy politycznej Niepodległość i Demokracja, brał udział w pracach Komisji Spraw Konstytucyjnych, Podkomisji Praw Człowieka oraz delegacji ds. współpracy Unii Europejskiej z Białorusią. Był także zastępcą członka Komisji Spraw Zagranicznych. W 2007 odszedł z Ligi Polskich Rodzin. W 2009 nie ubiegał się o reelekcję.
Żonaty (żona jest lekarzem medycyny), ma dwoje dzieci.